# Lycosimyia fluviatilis
Lycosimyia fluviatilis là một loài ruồi trong họ Asilidae. Lycosimyia fluviatilis được Carrera miêu tả năm 1960. Loài này phân bố ở vùng Tân nhiệt đới.